# Federal Political Negotiation and Consultative Committee

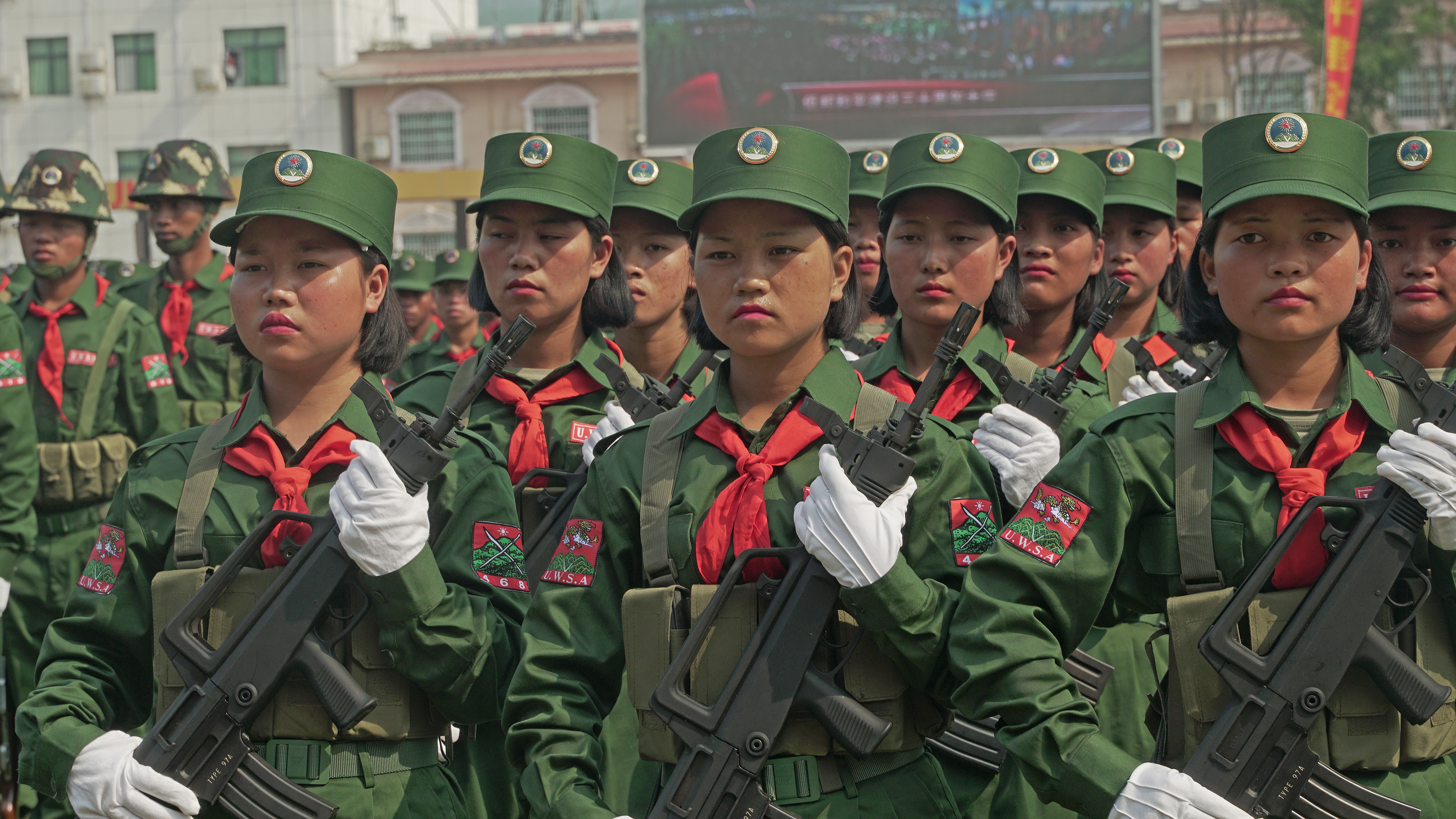
Weibliche Kämpfer der UWSA von der 468. Division.

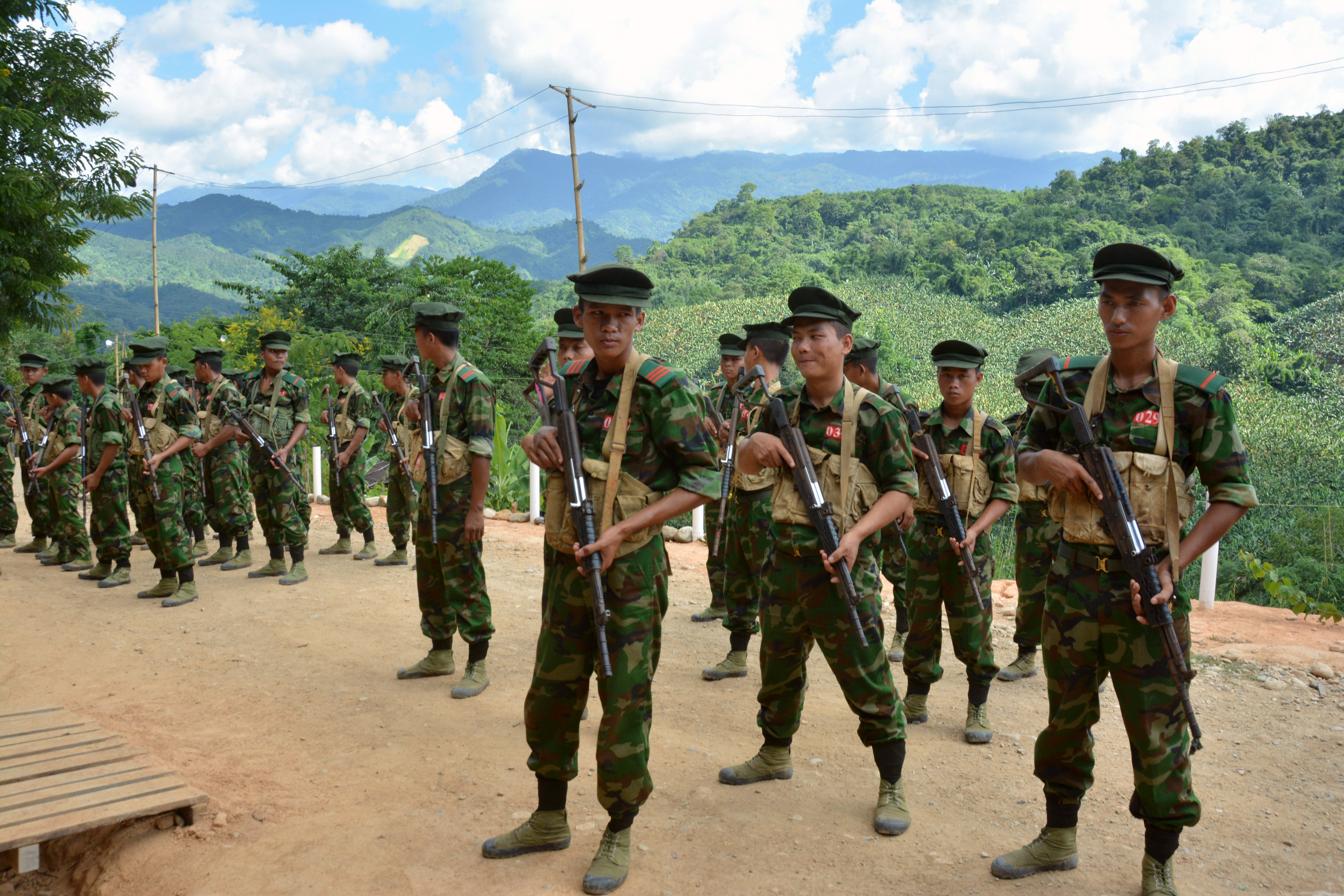
Rekruten der KIA während der Grundausbildung.

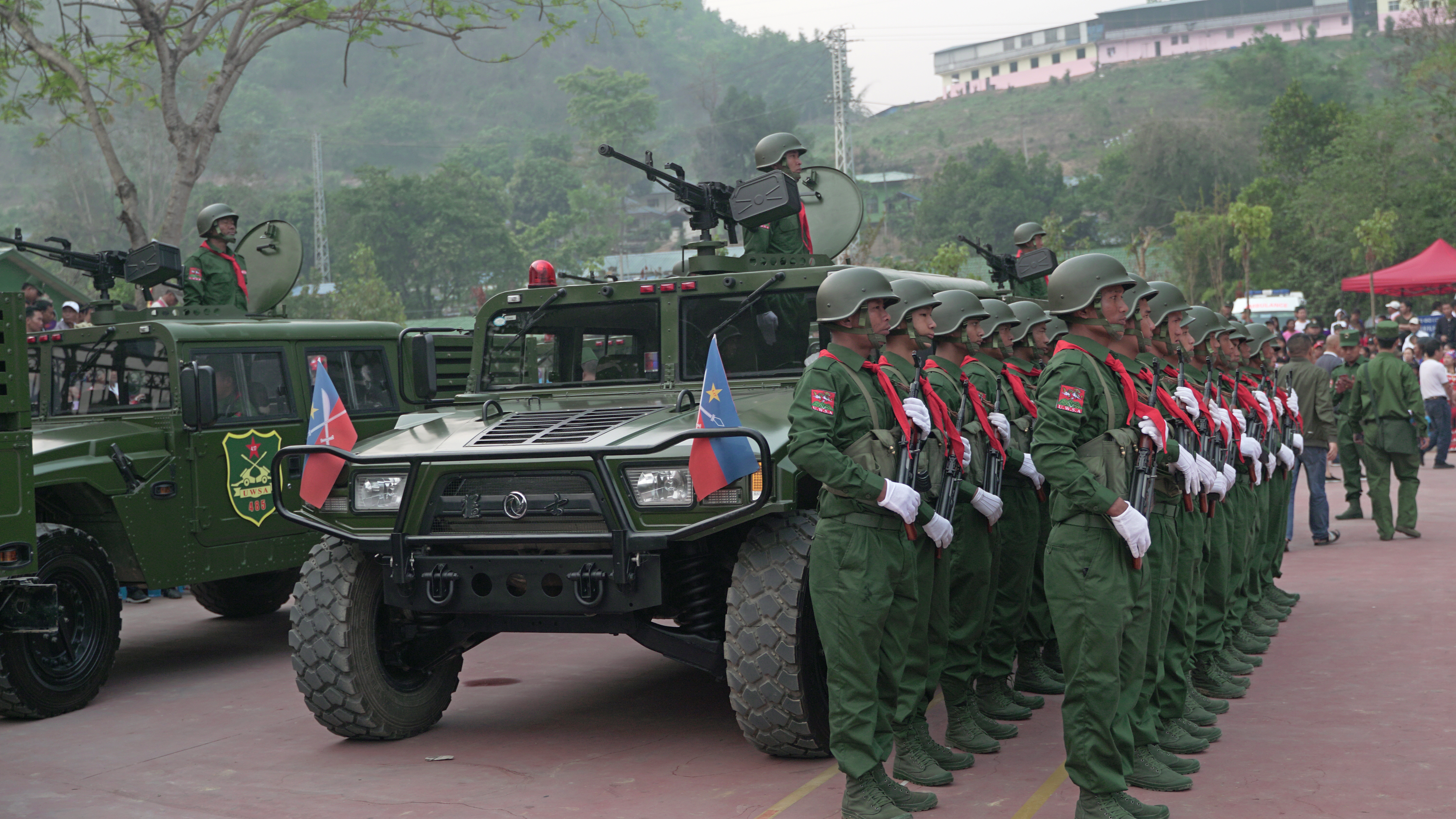
Kämpfer der United Wa State Army. Waffen, Uniformen, Helme und Fahrzeuge ähneln denen der chinesischen Streitkräfte.

Das Federal Political Negotiation and Consultative Committee (Burmesisch ပြည်ထောင်စုနိုင်ငံရေးဆွေးနွေးညှိနှိုင်းရေးကော်မတီ, FPNCC) ist eine militärische und politische Allianz in Myanmar, dem ehemaligen Burma. Die Allianz bestehend aus verschiedenen ethnischen bewaffneten Organisationen (Englisch Ethnical Armed Organisations, EAO) wird sowohl von der myanmarischen und der chinesischen Regierung als Verhandlungspartner anerkannt. Ziel der Allianz sind Waffenstillstandsverhandlungen mit der Regierung von Myanmar. Die FPNCC fordert eine weitgehende Autonomie für ihre Mitglieder in einem zukünftigen Bundesstaat. Die Mitglieder strebten 2024 keine Unabhängigkeit vom Gesamtstaat an. Das FPNCC wird von der United Wa State Party (UWSP) bzw. der United Wa State Army (UWSA) dominiert. Das FPNCC gilt als pro chinesisch und wird von China unterstützt. Die Truppen der FPNCC werden als einer der wichtigsten Akteure im Bürgerkrieg In Myanmar gesehen.

## Geschichte
Die FPNCC wurde am 19. April 2017 in Pangkham, der Hauptstadt des Wa-Staates gegründet, nachdem Waffenstillstandsverhandlungen zwischen der Regierung Myanmars und den Mitgliedsorganisationen gescheitert waren. Die zivile Regierung unter der Führung der National League of Democracy (NLD) forderte weitreichende Zugeständnisse der EAOs, wie z. B. keine Aufstockung ihrer Streitkräfte, keinen Bau von neuen bewaffneten Stellungen und keine Aufrüstung. Die Zentralregierung hatte im April 2015 15 Organisationen schriftlich aufgefordert den Nationaler Waffenstillstandsvertrag zu unterschreiben. Bei einer Zeremonie im Oktober 2015 sollten diese den Vertrag unterschreiben. Die 7 Mitglieder des FPNCC unterschrieben den Vertrag nicht und blieben der Veranstaltung fern. Sie beruften sich darauf, dass sie bereits Waffenstillstandsverträge mit den Streitkräften des Landes zu besseren Konditionen unterschrieben hätten. So hielt sich z. B. die UWSA und die NDAA-ESS an einen Waffenstillstandsvertrag aus dem Jahre 1989. Die UWSP, die SSPP und das PSC waren aber bereit für weitere Gespräche.

## Mitglieder
2024 bestand die FPNCC aus folgenden EAO. Die KIA, die MNDAA, die AA und die TNLA sind auch Mitglied der Northern Alliance einem Zusammenschluss die Militärregierung bekämpfender EAOs im Shan-Staat. Die MNDAA, die TNLA und die AA bildet die Three Brotherhood Alliance, welche die Operation 1027 durchführte.
| Politische Organisation                          | Militärische Organisation                                       | Geschätzte Stärke (Mannschaften) | Bemerkung |
| ------------------------------------------------ | --------------------------------------------------------------- | -------------------------------- | --- |
| United Wa State Party (UWSP)                     | United Wa State Army (UWSA)                                     | 40.000                           | Hält sich Stand 2024 an ein Waffenstillstandsabkommen. Gilt als Waffenproduzent und Waffenlieferant für die Mitglieder |
| Kachin Independence Organization (KIO)           | Kachin Independence Army (KIA)                                  | 30.000                           | Bekämpfte 2024 die Militärregierung, verbündet mit der Exilregierung                                                   |
| Myanmar National Truth and Justice Party (MNTJP) | Myanmar Nationalities Democratic Alliance Army (MNDAA)          | 6.000                            | Kokang Teilnahme an Operation 1027, bekämpfte 2024 Militärregierung                                                    |
| Palaung State Liberation Front (PSLF)            | Ta’ang National Liberation Army (TNLA)                          | 15.000                           | Teilnahme an Operation 1027, bekämpfte 2024 Militärregierung                                                           |
| Peace and Solidarity Committee (PSC)             | National Democratic Alliance Army-Eastern Shan State (NDAA-ESS) | 4.000                            | Basis in Mong La, gilt als militärnah bzw. neutral.                                                                    |
| Shan State Progress Party (SSPP)                 | Shan State Army - North (SSA-N)                                 | 8.000                            | Gefechte mit der Militärregierung                                                                                      |
| United League of Arakan (ULA)                    | Arakan Army (AA)                                                | 30.000                           | Teilnahme an Operation 1027, bekämpfte 2024 Militärregierung                                                           |